# Сволвер
Сволвер (норв. Svolvær) је град у Норвешкој. Град је у оквиру покрајине Северне Норвешке и припада округу Нордланд. У оквиру округа Сволвер је седиште општине Воган.

## Географија
Град Сволвер се налази у северном делу Норвешке. Од главног града Осла град је удаљен 1.380 km северно.
Сволвер се налази на северозападној обали Скандинавског полуострва, у историјској области Лофотен. Град је традиционално средиште Лофотских острва, највећег острвља у оквиру Норвешке. Град се развио на југу острва Аустрвогој. Простор града је веома стешњен између мора и острвских планина, па се Сволер делом налази и на пар суседних острваца, што граду дале велику сликовитост. Сходно томе, надморска висина града иде од 0 до 30 м надморске висине.

## Историја
Први трагови насељавања на месту данашњег Сволвера јављају се у доба праисторије. Овде је основано прво јаче викиншко насеље на северу данашње Норвешке. Вековима је насеље било трговиште у овом делу Скандинавије, да би коначно добило градска права 1918. године.
Током петогодишње окупације Норвешке (1940—45) од стране Трећег рајха Сволвер и његово становништво нису значајније страдали.

## Становништво
Данас Сволвер са предграђима има нешто преко 4 хиљаде у градским границама и око 9 хиљада у подручју општине. Последњих година број становника у граду стагнира.

## Привреда
Привреда Сволвера се заснива на поморству и риболову. Последњих деценија значај туризма и пословања је све већи.

## Збирка слика
- Сволвер и окружење
- Градска лука
- Црква у Сволверу
- Главна градска улица